# Krajkovská pahorkatina
Krajkovská pahorkatina je geomorfologický okrsek v jihozápadní části Krušných hor. Nachází se především v okrese Sokolov, ale její nejzápadnější část zasahuje také do okresu Cheb. Rozloha okrsku je 57 km² a střední výška přibližně 520 metrů.

## Poloha a sídla
Krajkovská pahorkatina tvoří jihozápadní cíp Krušných hor. Na jihovýchodě, kde sousedí s celkem Sokolovská pánev, její hranici přibližně vymezuje linie sídel Vintířov, Lomnice, Svatava, Habartov, Lítov a Hluboká. Od ní pokračuje po levé straně Libockého potoka k Horce a dále ke Kopanině, za kterou se stočí k severovýchodu. Severní hranice po levé straně míjí Libnov, Boučí a Dolní Nivy, od kterých pokračuje na jihovýchod k Vintířovu. Většími sídly uvnitř okrsku jsou Krajková a Josefov.

## Geologie
Hlavními horninami oblasti jsou muskovitické dvojslídné svory a pararuly krušnohorského krystalinika. V jihovýchodní části se vyskytují denudační zbytky oligocenních pískovců a křemenců.

## Geomorfologie
Okrsek tvoří mírně zvlněná kerná pahorkatina s hlubokými údolími Libockého potoka a říčky Svatavy, která oddělují zbytky holoroviny na rozvodních hřbetech. Jihovýchodní okraj je ovlivněn těžební činností v Sokolovské pánvi. Zasahují sem lomy a jejich výsypky.
V geomorfologickém členění Česka má okrsek označení IIIA-2A-4. V rámci Krušných hor sousedí na severu a na východě s geomorfologickým okrskem Jindřichovická vrchovina. Na jihu sousedí se Sokolovskou pánví (okrsky Chodovská pánev, Svatavská pánev a Chlumský práh) a na západě s celkem Chebská pánev.
Nejvyšším vrcholem Krajkovské pahorkatiny je kóta K rozhledně (623,4 m n. m.) jižně od osady Květná. Dalšími významnými vrcholy jsou Svatavský vrch (507,7 m n. m.) a Větrný vrch (608,6 m n. m.).

## Ochrana přírody
Jediným chráněným územím v okrsku je přírodní park Leopoldovy Hamry, který zasahuje do jeho nejzápadnější části na pravém břehu Libockého potoka.